# Binago
Binago (lombardul: Binagh) település Olaszországban, Lombardia régióban, Como megyében. Lakosainak száma 4829 fő (2023. január 1.). Binago Beregazzo con Figliaro, Castelnuovo Bozzente, Solbiate con Cagno, Vedano Olona, Venegono Inferiore, Venegono Superiore és Malnate községekkel határos.

## Népesség
A település népességének változása:
| Lakosok száma | 4832 | 4799 | 4829 |
|               | 2017 | 2018 | 2023 |